# Републикански път III-7604
Републикански път IIІ-7604 е третокласен път, част от Републиканската пътна мрежа на България, преминаващ изцяло по територията на Хасковска област. Дължината му е 14,4 km.
Пътят се отклонява надясно при 53,3 km на Републикански път II-76 в западната част на село Богомил и се насочва на северозапад през западната, ниска и хълмиста част на планината Сакар. Преминава през селата Овчарово и Свирково, при последното слиза в долината на река Марица, пресича река Сазлийка (ляв приток на Марица) и източно от град Симеоновград се свързва с Републикански път III-554 при неговия 54,9 km.
| Пътища, отклоняващи се надясно (населено място, № на пътя, посока на пътя) | km   | Пътища, отклоняващи се наляво (посока на пътя, № на пътя, населено място) |
| -------------------------------------------------------------------------- | ---- | ------------------------------------------------------------------------- |
| Община Харманли, II-76, 53,3 km, с. Богомил] →                             | 0,0  | → с. Богомил, 53,3 km, II-76, Община Харманли                             |
| (за с. Помощник) общински път, с. Овчарово ←                               | 3,5  | с. Овчарово                                                               |
| Община Симеоновград                                                        | 6,6  | Община Симеоновград                                                       |
| с. Свирково                                                                | 10,7 | с. Свирково                                                               |
| (за с. Троян) общински път ←                                               | 13,3 |                                                                           |
| (от гр. Нова Загора) III-554, 54,9 km →                                    | 14,4 | → 54,9 km, III-554 (до 331,4 km на I-8)                                   |